# Portrait de Gaspar Melchor de Jovellanos
Le Portrait de Gaspar Melchor de Jovellanos est une huile sur toile réalisée par Francisco de Goya en 1798.

## Contexte de l'œuvre
Gaspar Melchor de Jovellanos était un éminent juriste et une figure majeure des Lumières en Espagne – cercles que fréquentait Goya - grand amateur des arts et des sciences, qui fut nommé académicien de l’ordre de San Fernando.
Goya était en 1798 le peintre à la mode, peintre de la cour du roi, académicien. Il reçut cette commande après que Jovellanos eut été nommé ministre des Grâces et de la Justice.

## Description du tableau
Le personnage est assis sur un fauteuil, accoudé sur une table pleine de livres et documents. Il est perdu dans ses pensées. Pour la fondation Goya en Aragon, sa pose est élégante et raffinée, ses vêtements sont sobres.
Goya retransmet ici l’intelligence du personnage. Dans le fond est représentée une statue de Minerve, déesse des arts et des sciences qui accentue l’ambiance méditative, savante et intelligente dans laquelle Goya a représenté son modèle.